# Honoré de Balzac
Honoré de Balzac, francoski pisatelj ,  * 20. maj 1799, Tours, Francija, † 18. avgust 1850, Pariz, Francija. 
Balzac velja skupaj s Flaubertom za začetnika realizma v evropskem slovstvu. Večino svojega pripovedništva je vključil v cikel Človeška komedija (La Comédie humaine) – gre za obilno zbirko romanov, ki celostno prikazujejo francosko družbo v času od vladavine Bourbonov (1815–1830) ter v dobi restavracije in meščanske monarhije (1830–1848).  

## Življenje
Honoré Balzac je izhajal iz meščanske družine; njegov oče je v času francoske revolucije služboval kot upravnik. V Parizu se je leta 1816 na očetovo željo vpisal na študij prava ter med študijem delal v notariatu. 
Balzac se je čedalje bolj upiral očetu, da bi postal pravnik in dosegel, da mu je oče dovolil preskusiti se kot pisatelj. Med letoma 1819 in 1820 je pisal romane, ki pa mu niso prinesli veljave in denarja. Leta 1820 so ga starši nehali finančno podpirati in tedaj je Balzac pri založniku Lepoitevinu začel izdajati trivialne romane pod psevdonimom Lord Rhoone. Zlasti mati je bila nad njegovim delovanjem razočarana. 
Okoli leta 1820 se je po neuspelih pisateljskih poskusih vse bolj nagibal k novinarstvu. Med novinarskim delom se je seznanil s številnimi zamislimi, ki so vplivale na njegovo kasnejše romanopisje.
Na začetku leta 1825 je Balzac postal založnik in izdajal knjige francoskih klasikov. Začetni kapital za založniški posel si je sposodil pri družinskem prijatelju. Založništvo je Balzacu prineslo klavrn dobiček in prihodnje leto ga je zato prijatelj Barbier prepričal, da je dokupil neuspešno manjšo tiskarno. Leta 1828 je posel dokončno opustil.
Po stečaju založbe in tiskarne je Balzacu preostal dolg v vrednosti 100.000 tedanjih frankov. Dolgovi so ga spremljali vse preostalo življenje, a kljub temu si je Balzac privoščil glede na finančno stanje razkošen življenjski slog. 
Vendar ga je bankrot nekaj naučil, in sicer, da denar človeka osrečuje in uničuje in da je denar moč, ki vse povezuje. Bogastvo, denar, stečaji, dolgovi, zapravljivost in skopost so teme njegovih prihodnjih malone stotih romanov.
Med letoma 1830 in 1835 je Balzac izdal preko 40 romanov, zlasti kot podlistki različnih francoskih časnikov. Balzac je povprečno delal 15–17 ur dnevno, da bi se rešil dolgov. Bojda je pisal zlasti ponoči, ob tem popil do 60 skodelic kave, kasneje pa užival tudi opij.
Leta 1833 je spoznal poljsko baronico Evo Hensko ter se vanjo zaljubil. Eva je bila poročena s premožnim zemljiškim posestnikom in do moževe smrti sta se Eva in Balzac skrivoma srečevala v Avstriji in Švici. Tudi ko je Eva ovdovela, se ni želela omožiti z Balzacom. Poročila sta se šele marca 1850 v Ukrajini, le 5 mesecev pred njegovo smrtjo. V času poroke je bil Balzac že hudo bolan.
Nezmerno življenje in pretirano delo sta na Balzacu pustila sledove. Skorajda popolnoma slep in z oslabljenim srcem je Balzac umrl 18. avgusta 1850 za posledicami trebušnega vnetja.
Že pred smrtjo je Balzac veljal za priznanega pisatelja in je občeval v slovitih pariških salonih. Kljub vsemu je umrl obubožan. Pokopan je na slovitem pariškem pokopališču Père-Lachaise. Žalni govor je imel Hugo. Med letoma 1893 in 1897 je Rodin naredil Balzacov kip, ki se sedaj nahaja v Rodinovem muzeju v Parizu.